# 科诺普廖夫陨石坑

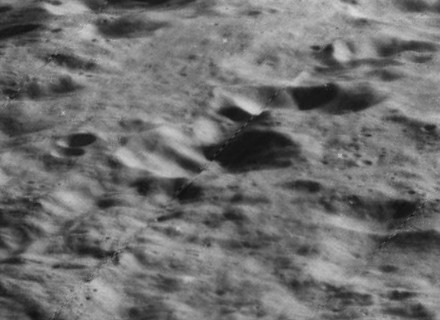
月球轨道器5号拍摄的西向斜视图

科诺普廖夫陨石坑（Konoplev）是位于月球背面南半部的一座小撞击坑，其名称取自前苏联洲际导弹控制系统工程师鲍里斯·米哈伊洛维奇·科诺普廖夫(Boris Mikhailovich Konoplev，1912年-1960年)，1991年被国际天文学联合会批准接受。

## 描述
该陨坑靠近环东方海撞击盆地的巨大溅射覆盖层东侧外，周边崎岖的月表及它的北半部布满条纹般的溅射物。西北偏西及西北分别毗邻冯·德帕伦环形山和斯特龙根环形山、北面坐落了格拉西莫维奇环形山，较小的埃勒曼陨石坑及巨大的切比雪夫环形山分别位于它的东北和西南、南面则横亘了残缺的布劳威尔环形山。该陨坑中心月面坐标为28°10′S 124°22′W / 28.16°S 124.37°W，直径26.67公里，深度约1.96公里。
科诺普廖夫陨石坑是一座已严重损毁的残迹坑，外观轮廓嶙峋不齐，坑壁及坑底已明显磨损变平。它的西南侧几乎被完全夷平，而东北侧则已变直，沿东侧壁突兀着至少三座高耸的壁峰，而东南外壁附近坐落了一对醒目的小杯形坑。该陨坑坑壁平均高出周边地形890米，内部容积约510.06公里3。坑内地表相对平坦，西南部地形略有升高。
在1991年被国际天文学联合会正式命名前，该陨坑曾被称作卫星坑"埃勒曼 Q"(所谓的“卫星坑标记法”：以所靠近的主坑名+字母来命名)。

## 另请参阅
- Andersson, L. E.; Whitaker, E. A. . NASA RP-1097. 1982.
- Blue, Jennifer. . USGS. July 25, 2007  [2007-08-05]. （原始内容存档于2014-09-24）.
- Bussey, B.; Spudis, P. . New York: Cambridge University Press. 2004. ISBN 978-0-521-81528-4.
- Cocks, Elijah E.; Cocks, Josiah C. . Tudor Publishers. 1995. ISBN 978-0-936389-27-1.
- McDowell, Jonathan. . Jonathan's Space Report. July 15, 2007  [2007-10-24]. （原始内容存档于2012-05-26）.
- Menzel, D. H.; Minnaert, M.; Levin, B.; Dollfus, A.; Bell, B. . Space Science Reviews. 1971, 12 (2): 136–186. Bibcode:1971SSRv...12..136M. doi:10.1007/BF00171763.
- Moore, Patrick. . Sterling Publishing Co. 2001. ISBN 978-0-304-35469-6.
- Price, Fred W. . Cambridge University Press. 1988. ISBN 978-0-521-33500-3.
- Rükl, Antonín. . Kalmbach Books. 1990. ISBN 978-0-913135-17-4.
- Webb, Rev. T. W.  6th revised. Dover. 1962. ISBN 978-0-486-20917-3.
- Whitaker, Ewen A. . Cambridge University Press. 1999. ISBN 978-0-521-62248-6.
- Wlasuk, Peter T. . Springer. 2000. ISBN 978-1-85233-193-1.